# Antoine-Henri Jomini

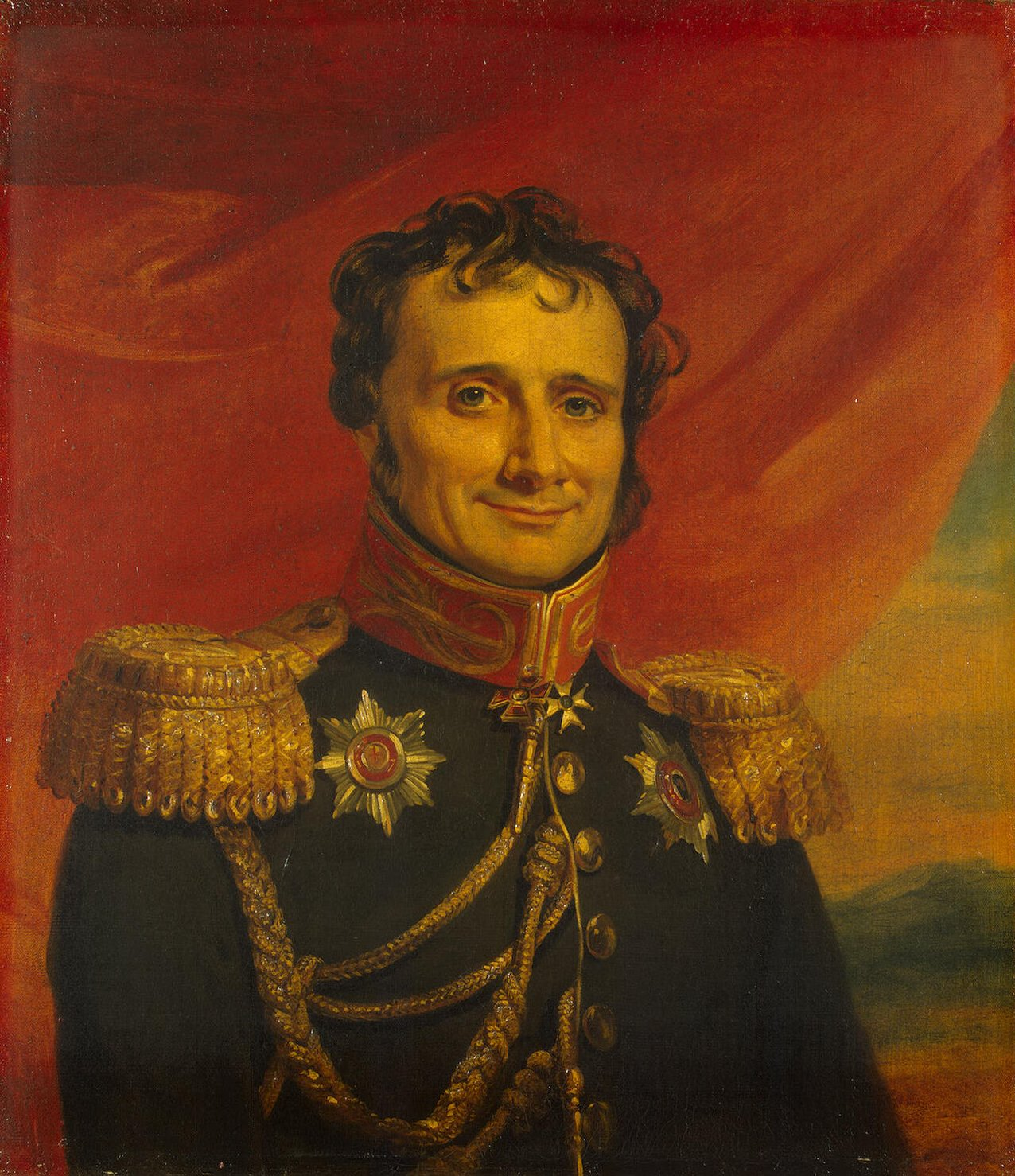
Antoine-Henri Jomini; Porträt von George Dawe (um 1824)

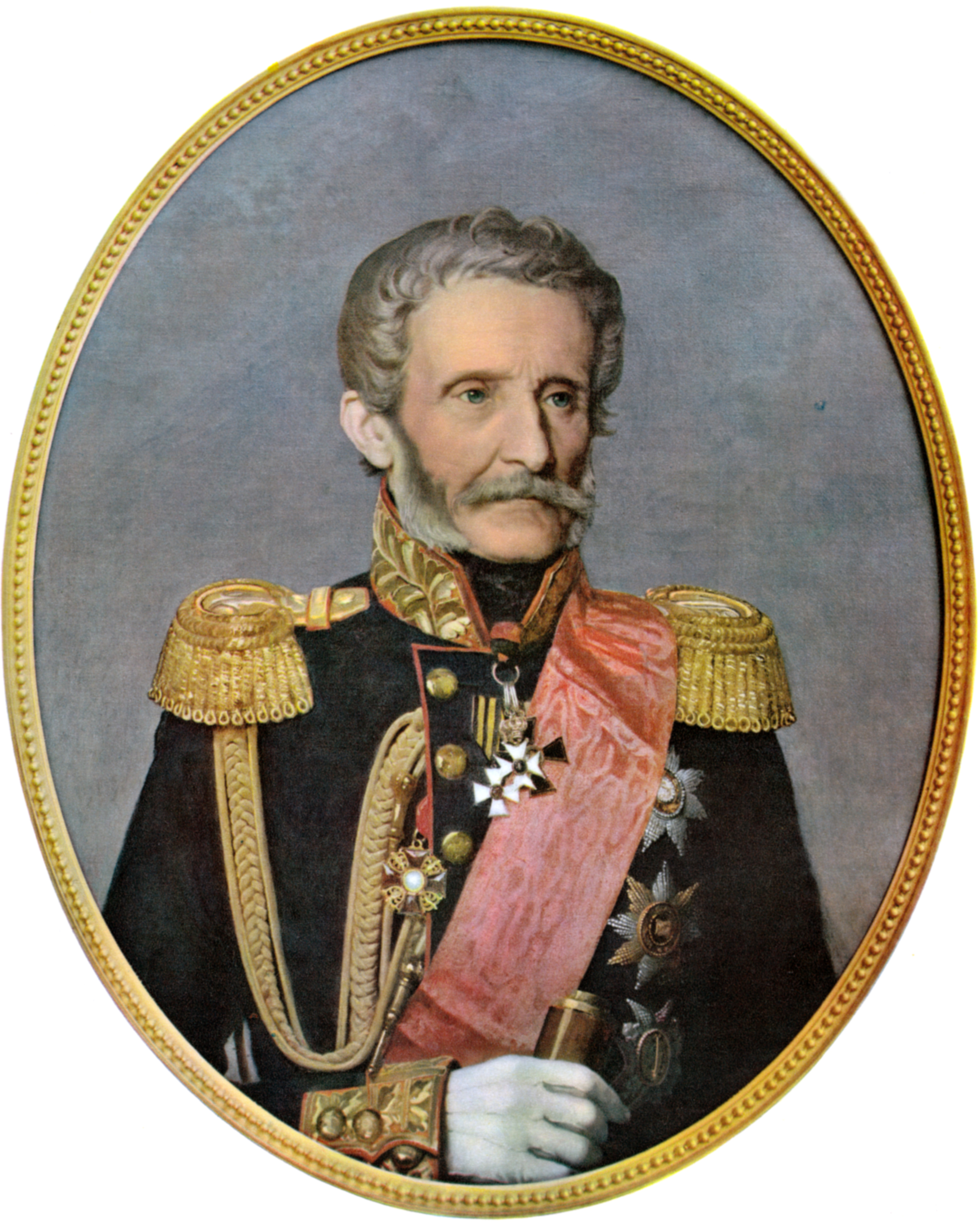
Porträt um 1859 von Charles Gleyre in russischer Generalsuniform und der Schärpe des russischen St. Annaordens

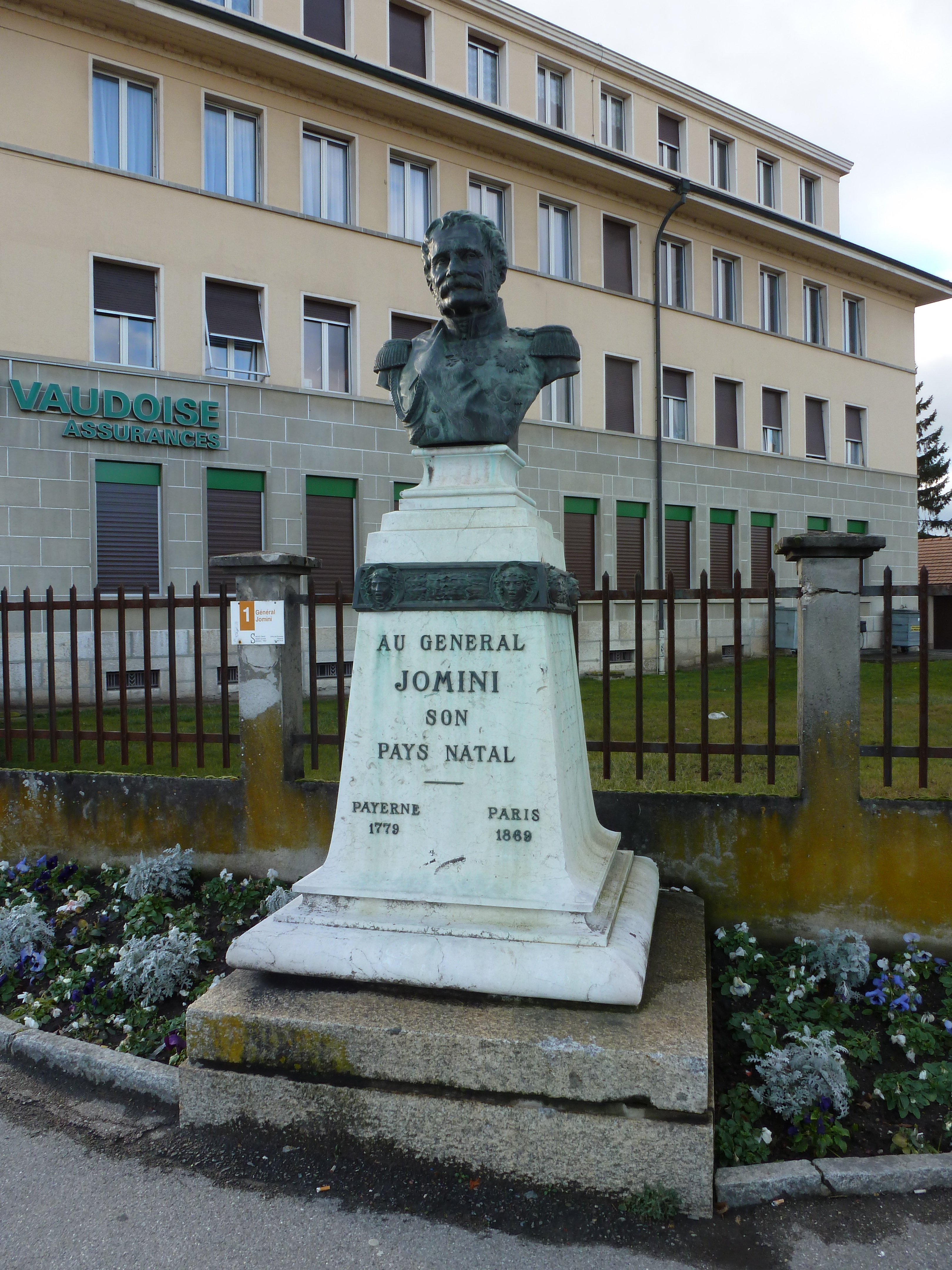
Denkmal für Antoine-Henri Jomini in Payerne (2014 wurde es an die neue Place Général Jomini verschoben)

Antoine-Henri Jomini (* 6. März 1779 in Payerne/Waadtland; † 24. März 1869 in Passy bei Paris), seit 1808 Baron de Jomini, war ein Schweizer Offizier und einer der einflussreichsten Militärtheoretiker. Die von ihm entwickelten Lehren prägten die Militärdoktrinen des 19. Jahrhunderts entscheidend.

## Biographie
Seine Eltern waren Benjamin Jomini (* 20. Mai 1746; † 12. März 1818) und dessen Ehefrau Jeanne Marcuard (1757–1847). Nach dem Willen seiner Eltern sollte er Kaufmann werden und so erhielt er eine Handelsausbildung in Aarau und dann in Basel. 1796 kam er zu Bank Mosselman nach Paris. Seine heimliche Liebe aber gehörte der militärischen Taktik und Strategie, der er sich in der Freizeit widmete.
1798 wurde Jomini Adjutant des Kriegsministers der Helvetischen Republik und bewährte sich so gut, dass er zum Chef des Sekretariats des Kriegsministeriums im Rang eines Hauptmanns befördert wurde. Er legte einen Plan zur Reorganisation der helvetischen Miliz vor, der angenommen wurde und ihm 1799 die Beförderung zum Bataillonskommandanten einbrachte. 1801 verließ er den Dienst der Helvetischen Republik und zog nach Paris, wo er mit Unterstützung des Marschalls Ney seine erste Publikation unter dem Titel Traité de grande tactique in fünf Bänden veröffentlichte. Ney ernannte ihn 1804 zu seinem persönlichen Adjutanten.
In französischen Diensten lernte er auch Napoleon Bonaparte kennen. Dank seiner profunden Kenntnissen in der Militärgeschichte war er in der Lage, den Verlauf von Armee-Operationen vorherzusagen. Zuerst diente er als Oberst-Generalstabschef von Marschall Ney und geriet in einen Gegensatz zum französischen Kriegsminister Berthier, der seine Beförderung torpedierte. 1810 erhielt er vom russischen Zaren ein verlockendes Angebot, in seinen Dienst zu wechseln. Napoleon ernannte ihn darauf zum Brigadegeneral und erteilte ihm den Auftrag, die italienischen Kriege in einem Werk zu beschreiben, die unter dem Titel „Histoire critique et militaire des guerres de la Révolution“ erschienen. Er nahm am Russlandfeldzug von 1812 teil (den er für nicht zu gewinnen hielt) und organisierte als Gouverneur von Smolensk und Wilna in der Etappe sehr erfolgreich die gesamte Logistik sowie den Rückzug über die Beresina. Die Feindschaft mit Berthier machte 1813 seine Beförderung zum Divisionsgeneral unmöglich, obwohl er großen Anteil am französischen Sieg in der Schlacht bei Bautzen gehabt hatte. Dies bewegte Jomini, während des Waffenstillstands von Poischwitz in den Dienst des russischen Zaren Alexander I. überzutreten.
Zar Alexander ernannte Jomini zu seinem Adjutanten im Rang eines Generalleutnants. Er nahm in dieser Funktion an den Schlachten bei Dresden, Kulm und Leipzig teil. Nach dem Ende des Krieges nahm Jomini am Wiener Kongress teil und nahm maßgeblichen Einfluss auf die Position des Zaren zur Frage der Schweiz, insbesondere in Hinblick auf die Unabhängigkeit des Kantons Waadt von Bern. Anschließend beendete er seine „Histoire critique et militaire des guerres de la Révolution“. In russischen Diensten nahm er als Berater des Zaren an den Kongressen von Aachen und Verona teil und wurde 1826 zum général en chef ernannt, was in der russischen Armee einem vollen Generalsrang entsprach. Er beteiligte sich als Berater Nikolaus I. am Krieg gegen das Osmanische Reich 1828/29. Danach zog er sich aus dem aktiven Dienst in der russischen Armee zurück und siedelte nach Brüssel über. 1832 war er an der Gründung der russischen Militärakademie in St. Petersburg beteiligt. 1837 wurde er mit der militärischen Instruktion des künftigen Zaren Alexander II. betraut. Anlässlich des Krimkrieges kehrte er als militärischer Berater nach St. Petersburg zurück. Nach dem Krimkrieg lebte er wieder in Brüssel und wurde 1859 von Napoleon III. um Pläne für den bevorstehenden Krieg in Italien ersucht. Danach zog er sich nach Passy zurück, wo er 1869 starb. Dort fand er auch seine letzte Ruhestätte auf dem Cimetière de Montmartre.
Jomini war mit Adélaïde Charlotte Rose Roselle (1786–1871) verheiratet.

## Militärtheoretische und -historische Schriften
Jomini verfasste über 30 militärische Werke. Sein Hauptwerk, Précis de l'art de la guerre diente ursprünglich der Erziehung des späteren Zaren Alexander II. In Russland und den noch jungen USA wurden Jominis Bücher in die Curricula der Offiziersausbildung aufgenommen. Jomini erkannte die Bedeutung der militärischen Logistik und leitete daraus ab, dass die Beherrschung von drei Seiten eines Feldes ausreicht, um die Logistik des Gegners zu erschweren. Indem man seine Nachschubwege von den Flanken her beschießt, kann man ihn ohne Frontalangriffe zur Aufgabe von Positionen und zum Rückzug zwingen. Diese Taktik der „dreiseitigen Box“ wird auch heute von Russland im Russisch-Ukrainischen Krieg angewandt.

## Auszeichnungen
- Großkreuz des Russischen Ordens der Heiligen Anna
- Ritter des russischen Wladmirordens
- Ritter des russischen Alexander-Newskiordens 1829
- Ritter der Französischen Ehrenlegion (1807)
- Baron d’Empire (27. Juli 1808)
- Offizier der Französischen Ehrenlegion
- Ritter des Ordre royal et militaire de Saint-Louis

## Werke
- Traité de grande tactique, ou, Relation de la guerre de sept ans, extraite de Tempelhof, commentée at comparée aux principales opérations de la derniére guerre; avec un recueil des maximes les plus important de l’art militaire, justifiées par ces différents évenéments. Paris: Giguet et Michaud 1805.
- Précis de l’Art de la Guerre: Des Principales Combinaisons de la Stratégie, de la Grande Tactique et de la Politique Militaire. Brüssel: Meline, Cans et Copagnie, 1838.
- Histoire critique et militaire des campagnes de la Revolution. Paris 1806 / Brussels 1824 (Vollständige Ausgabe in 24 Bänden).
- Vie Politique et Militaire de Napoléon recontèe par lui-meme au Tribunal de César d’Alexandre et de Frédéric. 4 Bände. Anselin: Paris 1827.[6]
- Auszug aus den Memoiren über den Feldzug von 1813 vom General Jomini, Digitalisat
- Oberst von Boguslawski (Hrsg.), Abriss der Kriegskunst, Digitalisat
- Napoleon’s politisches und militairisches Leben, Band 1, Band 2,Band 3, Band 4
- Eduard von Völderndorff und Waradein, Kritische und militairische Geschichte der Feldzüge Friedrichs des Zweiten, verglichen mit denen des Kaisers Napoleon und dem neuen Systeme, Band 2, Band 4